# Precariti
A Precariti egy rövid olaszországi folyó. A Calabriai-Appenninekben ered 1382 m magasan, a Colle Monaca lejtőin. Átszeli Reggio Calabria megyét majd Caulonia mellett a Jón-tengerbe ömlik.